# طرغه (کوه)
طَرَغه نام کوهی در جنوب آذربایجان غربی و در فاصلهٔ ۲۲ کیلومتری غرب شهر بوکان است. ارتفاع این کوه ۲۲۲۴ متر از سطح دریا بوده و از بلندترین کوه‌های استان آذربایجان غربی به‌شمار می‌آید. طرغه در خط راس رشته کوه‌های زاگرس قرار دارد.
مختصات جغرافیایی طرغه بین ۱۶. ۳۳°۳۶ عرض جغرافیایی و ۲۲. ۵۷°۴۵ طول جغرافیایی است. کوه طرغه دارای دیواره‌های بلند و ۲۰۰ متری است که همین موضوع باعث شهرت آن در میان کوهنوردان و صخره نوردان سراسر ایران شده‌است.

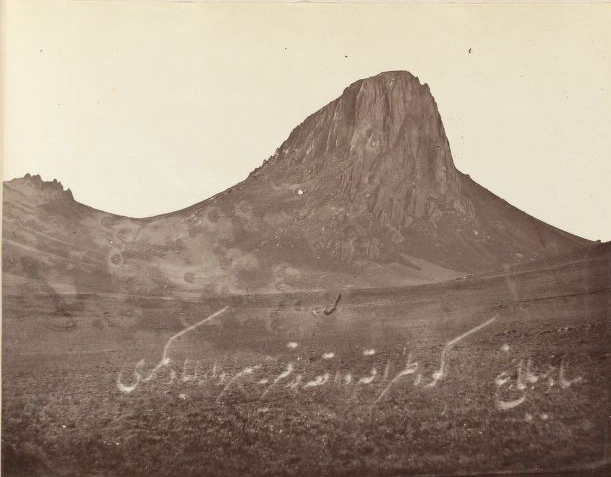
نگاره‌ای قدیمی از کوه طرغه در دورۀ ناصرالدین شاه قاجار. عکس مربوط به زمان سیف الدین خان مکری (سردار بوکان)

از طریق روستاهای کانی گردله، سیدآباد، عزیزکند، طرغه، علم‌آباد، سردارآباد این کوه قرار گرفته‌است و به خوبی دیده می‌شود. در گذشته کتیبه‌ای به نام طرغه که به زبان ایلامی نوشته شده بود به دست افرادی ناشناس از این منطقه به سرقت رفت.
ریشۀ نام این کوه برگرفته از نام مغولی طرقائی یا «تراغای» است. تراغای نام پدر تیمور گورکان معروف به تیمور لنگ بود. در میان مردم منطقه افسانه‌های زیادی راجع به کوه طرغه نقل می‌شود.